# Celine Lundbye Kristiansen
Celine Lundbye Kristiansen, née le 24 mai 1996 à Gentofte, est une handballeuse danoise évoluant au poste d'arrière droite. 

## Palmarès

### En club
compétitions nationales
- championne du Danemark en 2017 (avec Nykøbing Falster HK)

### En sélection
autres
- vainqueur du championnat du monde junior en 2016
- vainqueur du championnat d'Europe junior en 2015[1]
- troisième du championnat du monde jeunes en 2014
- troisième du championnat d'Europe jeunes en 2013

### Distinctions individuelles
- élue meilleure arrière droite du championnat d'Europe junior 2015[2]